# Jaén (Peru)
Jaén de Bracamoros, üblicherweise nur Jaén genannt, ist eine Stadt im Norden des südamerikanischen Andenstaates Peru mit 70.214 Einwohnern nach dem Zensus von 2017. Jaén ist der Sitz des Apostolischen Vikariates Jaén.

## Geographie
Jaén liegt auf 729 Metern über dem Meeresspiegel im warmen Norden Perus und gehört zu den wärmsten Städten des Landes. Durch die Stadt zieht sich der Río Amojú, der über den Río Marañón in den Amazonas mündet.

## Geschichte
Ursprünglich wurde die Gegend durch die Bracamoros-Indianer bewohnt, die sich erfolgreich einer Eroberung durch die Inka widersetzen konnten. Allerdings kamen im 16. Jahrhundert die spanischen Konquistadoren, die Südamerika von den Ureinwohnern eroberten. Das heutige Jaén de Bracamoros wurde 1549 von Diego Palomino als San Leandro de Jaén de los Bracamoros gegründet. Der Name der Stadt leitet sich von der andalusischen Stadt Jaén, in der Palomino geboren wurde, sowie von den Bracamoros ab. Deren Name stammt aus dem Quechua vom Wort pukamuru ab, was so viel bedeutet wie bemaltes Gesicht.
Am 4. Juni 1821 erklärte sich Jaén zusammen mit vielen anderen Städten unabhängig von der Real Audiencia de Quito. Weniger später wurde Peru eine unabhängige Nation.

## Verkehrsanbindung
Jaén lässt sich von der peruanischen Hauptstadt Lima aus mit einer achtzehnstündigen Busfahrt oder mit einem eineinhalbstündigen Flug über den Flughafen Jaén erreichen. Dieser befindet sich 13 km nordnordöstlich der Stadt Jaén nahe San Agustín im Distrikt Bellavista.